# Der Gang der Weltgeschichte
Der Gang der Weltgeschichte (original: A Study of History) ist das Hauptwerk des englischen Universalhistorikers Arnold J. Toynbee.

## Inhalt
Toynbee analysiert darin die Bedingungen der Entstehung, des Aufstiegs und des Verfalls von Kulturen (civilizations). Dabei trägt er eine einflussreiche Definition des Begriffs der Hochkultur vor und führt eine vergleichende Analyse durch. Anders als Oswald Spengler in Der Untergang des Abendlandes vertritt Toynbee keine deterministische, sondern eine evolutionäre, prinzipiell ergebnisoffene Sichtweise.

## Wirkung
A Study of History gehört zu den einflussreichsten Werken der Geschichtswissenschaft aus der ersten Hälfte des 20. Jahrhunderts und wirkte auch in die Soziologie hinein. Es erschien in den Jahren 1934 bis 1961 in zwölf Bänden und begründete Toynbees Ruf als eines der letzten großen Universalhistoriker in der Tradition Jacob Burckhardts und Spenglers.

## Werkausgaben
- A Study of History, Bd. I – X, London 1934 – 1954; Zusatzbände XI – XII, ebenda 1959/61
  - Bd. I: Introduction: The Geneses of Civilizations, part one (Oxford University Press, 1934)
  - Bd. II: The Geneses of Civilizations, part two (Oxford University Press, 1934)
  - Bd. III: The Growths of Civilizations (Oxford University Press, 1934)
  - Bd. IV: The Breakdowns of Civilizations (Oxford University Press, 1939)
  - Bd. V: The Disintegrations of Civilizations, part one (Oxford University Press, 1939)
  - Bd. VI: The Disintegrations of Civilizations, part two (Oxford University Press, 1939)
  - Bd. VII: Universal States; Universal Churches (Oxford University Press, 1954) [zwei Bände in der Paperbackausgabe]
  - Bd. VIII: Heroic Ages; Contacts between Civilizations in Space (Encounters between Contemporaries) (Oxford University Press, 1954)
  - Bd. IX: Contacts between Civilizations in Time (Renaissances); Law and Freedom in History; The Prospects of the Western Civilization (Oxford University Press, 1954)
  - Bd. X: The Inspirations of Historians; A Note on Chronology (Oxford University Press, 1954)
  - Bd. XI: Historical Atlas and Gazetteer (Oxford University Press, 1959)
  - Bd. XII: Reconsiderations (Oxford University Press, 1961)

- Von D. C. Somervell gekürzte und von Toynbee autorisierte jeweils einbändige Ausgaben der Bände I – VI sowie VII – X (erschienen 1946 bzw. 1957 bei Oxford University Press, London)

- Der Gang der Weltgeschichte, 2 Bände, Zürich 1949 und 1958 (im Europa Verlag erschienene deutsche Fassung der Somervell-Ausgabe, übersetzt v. Jürgen von Kempski)